# Bljesak gama-zračenja
Bljesak, izboj ili provala gama-zračenja (eng. gamma-ray burst, GRB) je snažni bljesak gama-zračenja koji je u svezi s krajnjim energijskim eksplozijama uočenim u udaljenim galaksijama.
Izvangalaksijski bljeskovi gama-zračenja otkriveni su u nedavnoj prošlosti, 1967. godine. Ovi fenomeni pokazuju varijabilne svjetlosne krivulje na kratkim vremenskim ljestvicama, dok im je spektar netermički.
Ovi su objekti najzagonetniji i najtajnovitiji objekti u poznatom Svemiru. Budući da su u spektru gama-zraka, ljudsko ih oko ne vidi, pa ih se promatra posebnim preciznim astronomskim uređajima. Prosječno se uoči tri bljeska dnevno. Količina tog zračenja toliko je velika da će Sunce stu količinu proizvesti tek u 10 milijarda godina sjaja, a toliko se predviđa da će biti Sunčev vijek postojanja.
Izmjereno je da jedan ovakav izboj u samo nekoliko sekunda proizvode 1044 Joula energije, a prostor iz kojega se oslobodi tolika energija promjera je tek nekoliko desetaka kilometara. Ovo su najsnažnije eksplozije za koje se zna u poznatom Svemiru. Mogu trajati od nekoliko desetaka milisekundi do nekoliko minuta. U kratke ubrajamo bljeskove od nekoliko ms do nekoliko 100 s. Vrlo su intenzivni, energije između 100 keV i 1 MeV. Po pravilu ih prati zračenje većih valnih duljina (X-zračenje, ultraljubičasto, optičko, infracrveno, mikrovalno i radiozračenje) opaženo na duljim vremenskim skalama.
Zbog ovog naknadnog zračenja (eng. afterglow) dužih valnih duljina – u X, vidljivom i radio području, određena je 1997. udaljenost bljeskova gama-zračenja.  Rečeno naknadno zračenje dolazi poslije promptnog gama-zračenja na dužim vremenskim ljestvicama. Budući da su crte u spektru naknadnog zraćenja visoka crvena pomaka, to ukazuje da se bljeskovi gama-zračenja nalaze u udaljenim galaksijama.
Kratki bljeskovi gama-zračenja traju dvije sekunde ili manje i nastaju u sudaru neutronskih zvijezda; dugi koji traju oko minute nastaju eksplozijom velikih zvijezda, čime nastaju crne jame, dok krajnje dugi bljeskovi nastaju vjerojatno u istom procesu, ali od puno većih zvijezda.
Na Božić 2010. NASA-in svemirski teleskop Swift je snimio bljesak tijela GRB 101225A koji je trajao duže od pola sata. Tijelo GRB 101225A udaljeno je oko 5 i pol milijardi svjetlosnih godina. Ovaj je GRB pokazao drukčije osobine od ostalih. Dok običnim GRB-ovima zračenje je posljedica sudara hladnog mlaza materije s međuzvjezdanim plinom, spektar GRB 101225A imao je snažne karakteristike toplinskog zračenja. Objašnjenje izračunato preko simulacija superračunala bilo je da je GRB 101225A nastao u binarnom sustavu zvijezda spajanjem neutronske zvijezde s helijevom jezgrom zvijezde-diva. Znanstvenici su zaključili da je neutronska zvijezda ušla u zvijezdu-diva, poremetila ju čima je ova izgubila skoro svu vodikovu omotnicu. Konac kretanja neutronske zvijezde bilo je dramatičnim stapanjem s helijevom jezgrom koje je pokrenulo eksploziju ogromnih razmjera.
Najduži ikad bljesak gama-zraka trajao je vrlo dugo, čak 7 sati i najduži je u suvremenoj povijesti. Vjerojatno je nastao u eksploziji plavog superdiva. Uočili su ga astronomi sa sveučilišta Warwick u Engleskoj, koji su već prije otkrili dosad nepoznate dugotrajne bljeskove gama-zračenja. Od 2010. i 2012. otkrili su tri takva bljeska gama-zraka, dok je GRB 111209A od travnja 2013. bio najduži.
Ovolika količina emitiranih gama-zraka povezuje se s egzotičnim svemirskim objektima poput eksplodirajućih zvijezda (supernova), neutronskih zvijezda, crnih jama i kvazara, s obzirom na to da ovi visokoenergijski procesi uključuju i visokoenergijsko zračenje. Navedeni mogući izvori sami po sebi nisu dostatni da bi nastao jedan ovakav veliki energijski bljesak. Da bi se ovo dogodilo, moraju postojati posebni odnosi. Još nije u potpunosti objašnjen mehanizam kako nastaje ova ognjena kugla. Većina teorija uključuje kolaps binarnog sustava neutronskih zvijezda.
Međunarodni tim znanstvenika kolaboracije MAGIC (Major Atmospheric Gamma-ray Imaging Cherenkov) u članku koji je objavio časopis Science, izvijestila je o snažnom bljesku visokoenergijskog gama-zračenja iz galaksije IC 310. Izmjerena je do sad najbrža vremensku promjenu zračenja u relativističkom mlazu jedne supermasivne crne rupe, što ukazuje na to da je mnogo manje područje u kojem se stvara gama-zračenje nego što se dosad smatralo.
Pri tom promatranju (MAGIC-ovi teleskopi i teleskopi Europske mreže radioteleskopa – VLBI, European VLBI Network) uočen je iznimno ravan mlaz plazme. Ishodište mu je neposredno u blizini supermasivne crne rupe koja se nalazi u središtu galaksije. Budući da bljesak gama-zračenja treperi na vremenskoj ljestvici manjoj od pet minuta, to ukazuje da zračenje potječe iz područja manjeg od događajni obzor crne rupe. Ovo što su znanstvenici otkrili potpora je tezi da gama-zrake nastaju zbog čestica koje su ubrzane snažnim električnim poljima u vrlo uskom području blizu crne rupe. Ovako je nešto očekivano blizu brzorotirajućih crnih rupa koje radiomlazove napajaju smanjivanjem svoje rotacijske energije.
Znanstvenici temeljem dosadašnjih spoznaja vjeruju da u središtima galaksija postoje supermasivne crne rupe. Masa im je od milijun pa do nekoliko milijarda masa Sunca, što je slučaj i kod promatrane galaksije IC 310, koja je u skupu galaksija Perzej, udaljena 260 milijuna svjetlosnih godina. Već od prije ta je galaksija bila poznata po dugačkom snažnom radiomlazu. Snaga emisije tolika je da je kao zračenje deset milijarda zvijezda. Radiomlaz izlazi iz središta te galaksije, no izvor tog mlaza bio je zagonetkom desetljećima. Mlaz nastaje u iznimno kompaktnom središnjem dijelu galaksije.
Poslije 1997. određeno je više od dvjesta crvenih pomaka za izboje gama-zračenja, srednje vrijednosti z ~ 2, maksimuma od z ~ 9,2 što odgovara starosti Svemira od 540 milijuna godina. Znanstvenici su kombinirali varijabilnosti na kratkim vremenskim skalama i ogromne energije. Kombiniranjem su zaključili da su provale gama-zračenja u svezi s kataklizmičkim događajima koji vode na formaciju kompaktnog objekta, najvjerojatnije akrecijske crne rupe. Tvrdnja da emisija zračenja dolazi iz relativističkog mlaza koji potječe iz kompaktnog izvora nalazi dodatno uporište u opažanju gama-zraka iznad praga za produkciju parova osigurava dodatni dokaz da emisija zračenja dolazi iz relativističkog mlaza.
Ova zračenja u području visokih energija (GeV) prate satelit Fermi te u novije vrijeme teleskopi MAGIC i CTA. Odjel za fiziku Sveučilišta u Rijeci suvlasnik je jednog MAGIC-ova teleskopa i pripadne eksperimentalne opreme.

## Vanjske poveznice
- Klisović, Jadranka. 29. svibnja 2014. Lažna uzbuna iz NASA-e o otkriću bljeska gama zraka – NASA demantirala samu sebe. tris.com.hr